# Gonolobinae
Gonolobinae es una sub-tribu de plantas de flores perteneciente a la familia Apocynaceae (orden Gentianales).  Esta sub-tribu tiene los siguientes géneros.

## Géneros
| - Dictyanthus - Fischeria - Gonolobus - Jacaima | - Lhotzkyella - Macroscepis - Matelea - Metoxypetalum | - Pherotrichis - Schubertia - Stelmagonum - Trichosacme |